# Flodoard
Flodoard de Reims (nascut a Épernay vers 894 - mort el 28 de març del 966 a Reims, Marne) fou un historiador, cronista i poeta francès d'expressió llatina de l'època carolíngia.

## Biografia
Va estudiar a les grans escoles de Reims, restaurades per l'arquebisbe Folc el Venerable.
Membre del servei religiós a la catedral de Reims, en va ser canonge el 919. Farà la tasca d'historiador. De 919 a 966, anota en els annals tots els esdeveniments del qual ha estat testimoni. És en aquest text que apareix la primera menció d'un mal estrany per a l'any 945: els malalts tenien la impressió que els seus cossos frisaven, les seves carns queien en trossos, els seus ossos es trencaven. És la primera menció del mal dels ardents.
Va compondre entre 925 i 937 la seva epopeia de 20.000 versos en una perfecta mètrica contant Els Triomfs del Crist ensenyant com ha triomfat el Crist pels seus sants a Palestina, a Antioquia, a Roma i a l'Occident.
Va redactar entre 948 i 952 la seva Història de l'Església de Reims. Allí informa que cap al 400, el bisbe sant Nicasi hauria transferit la seu episcopal al centre de la ciutat de Reims.
Favorit dels arquebisbes Hérivé i Séulf per a l'elecció de bisbe, en fou dues vegades privat per Heribert II, comte de Vermandois, per haver-se oposat regularment a l'elecció com a arquebisbe del seu fill Hug de Vermandois.
Sota el pontificat d'Artaud de Reims, fou encarregat de missions a Germània i a Roma. Va estar després en conflicte amb l'arquebisbe Hug que havia desposseït Artaud de la seva seu de Reims. Flodoard es va retirar llavors a una abadia, probablement a Saint-Basle, de la qual fou abat.
El 951, 952 o 953, fou escollit Bisbe de Noyon i de Tournai.
El 962, gran i incapacitat, va dimitir de les seves funcions al si de la seva abadia. Va morir a Reims el 28 de març de 966.

## Publicacions
Es conserven:
- Una Història de l'església de Reims (Historia eccclesiæ Remensis), escrita en llatí. És la seva obra principal, és capital i de primera importància per a la història dels segles IX i X; publicada per Jacques Sirmond, París 1611; per Georges Colveneer, Douai, 1617, i reimpresa, amb una traducció en francès, del Sr. Lejeune, per l'Acadèmia de Reims 1854;

- La redacció dels Annals de 919 a 966, una Crònica apreciada, publicada per André Duchesne, i traduïda per François Guizot en la seva Collection des Mémoires relatifs à l'histoire de France; reedició a la col·lecció Les Sources de l'Histoire de France sota el títol "Cròniques feudals de 918-978" amb Paleo Clermont-Ferrand (2002) ISBN 2913944655;

- Un vast poema de més de catorze mil versos llatins, dividit en tres llibres, sobre els triomfs de Jesús de Natzaret i dels sants.